# Pistola padrão

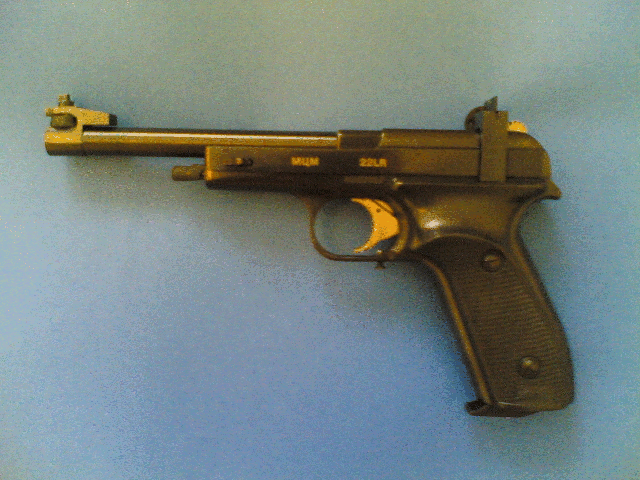
Pistola Baikal MCM .22 LR usada principalmente para tiro ao alvo competitivo na classe "pistola padrão a 25 metros".

Uma pistola padrão ou pistola esportiva é um tipo de arma usada em vários esportes de tiro, incluindo o evento olímpico de pistola a 25 metros e pistola padrão a 25 metros. Desde 2005, as regras para pistola de fogo rápido a 25 metros também exigem o uso de pistolas padrão, com alguns requisitos extras. Outras modalidades que recorreram ao uso dessa arma foi a pistola militar de tiro rápido militar feminino a 25 metros, e uma variedade de outras modalidades de tiro nacionais e/ou regionais.
Pelas regras da Federação Internacional de Esportes de Tiro, as pistolas esportivas devem ter calibre 0.22 LR, com capacidade mínima de cinco tiros. Revólveres são permitidos, mas não tão populares no evento pistola de fogo central a 25 metros. O peso mínimo do gatilho é de 1.000 gramas (2,2 lb) e o peso total máximo é de 1.400 gramas (3,1 lb). A arma pode ter apenas mira aberta e existem restrições ao design da empunhadura.
Exemplos comuns de pistolas esportivas são a Benelli MP 90S e Benelli MP 95E, Walther GSP, Baikal MCM, Hämmerli 208, Hämmerli 280 e Hämmerli SP20, Pardini SP, além da pistola High Standard .22 Pistol e a Smith & Wesson Model 41. Muitos deles também sofreram adaptações para o calibre .32 para uso no evento de pistola de fogo central.